# Pampiconus primitivus
Pampiconus primitivus är en mångfotingart som beskrevs av Chamberlin 1957. Pampiconus primitivus ingår i släktet Pampiconus och familjen Siphonotidae. Inga underarter finns listade i Catalogue of Life.